# Polymerase acidic Protein (Influenzavirus A)
PA (Polymerase acidic protein) ist ein Enzym aus dem Influenzavirus A. Es ist der enzymatische Teil der viralen RNA-Polymerase.

## Eigenschaften
PA ist ein internes Protein des IAV und kommt im Virion vor. Es ist eines der drei viralen Proteine des RNA-Polymerase-Komplexes neben PB1 und PB2. PA ist ein Polymeraseprotein mit saurem (acidem) isoelektrischen Punkt, während PB1 und PB einen basischen isoelektrischen Punkt aufweisen. Daher stammt die Abkürzung des Namens. PA ist phosphoryliert.
Der RNA-Polymerase-Komplex ist im Replikationszyklus für die Replikation und die Transkription der viralen RNA zuständig. Die Transkription der viralen mRNA erfolgt durch den einzigartigen Mechanismus des Cap snatching. Die mit 5'-methylierten Cap-Strukturen modifizierten zellulären mRNA werden von PB2 an der 7-Methylguanosingruppe gebunden und anschließend 10 bis 13 Nukleotide nach der Cap-Struktur durch PA geschnitten. Die kurzen Cap-tragenden Fragmente werden von PB1 gebunden und im RNA-Polymerase-Komplex als Primer für die Transkription viraler RNA verwendet.

## Anwendungen
PA wird als Target bei der Entwicklung von Arzneistoffen gegen IAV untersucht. Baloxavirmarboxil hemmt PA.